# 加內斯鎮區 (北達科他州伯克縣)
加內斯鎮區（英語：Garness Township）是位於美國北達科他州伯克縣的一個鎮區。

## 地方資料
加內斯鎮區的面積為93.17平方千米，當中陸地面積為92.55平方千米，而水域面積為0.62平方千米。根據2010年美國人口普查的數據，當地共有人口41人，而人口密度為每平方千米0.44人。